# 子彈喬·布許
萊斯利·安布羅斯·「子彈喬」·布許（英語：Leslie Ambrose "Bullet Joe" Bush，1892年11月27日—1974年11月1日），為前美國職棒大聯盟的投手。生涯曾效力於運動家、紅襪、洋基、布朗、參議員、海盜和巨人等隊。他被認為是指叉球的發明者。

## 職業生涯
布許在大聯盟的第一年就幫助運動家拿下冠軍，隔年拿下美聯冠軍。1918年和1923年，他分別在紅襪與洋基拿下冠軍。1927年，他幫助海盜打進世界大賽。
1916年，他以24敗苦吞敗投王。這年球隊僅拿下36勝，但他一人就拿下15勝。1916年8月26日，布許面對印地安人首名打者Jack Graney投出保送，但他連續解決剩下的27名打者，讓他差一人次就能達成完全比賽。
1922年，布許拿下26勝7敗，防禦率3.31，最後在MVP票選上拿下第四名。總計他的職業生涯共拿下196勝184敗，防禦率3.51，送出1318次三振。打擊方面，他的生涯打擊率高達2成53，還敲出7轟與140分打點。在投球休息日，他偶爾會以代打身分或外野手身分上陣。
1974年，布許因病去世於佛羅里達州，享壽81歲。

## 生涯投球成績
| 勝投 | 敗投 | 防禦率 | 出賽場次 | 先發 | 完投 | 完封 | 投球局數 | 安打 | 失分 | 自責分 | 全壘打 | 保送 | 三振 | 暴投 | 觸身球 |
| ---- | ---- | ------ | -------- | ---- | ---- | ---- | -------- | ---- | ---- | ------ | ------ | ---- | ---- | ---- | ------ |
| 196  | 184  | 3.51   | 488      | 370  | 225  | 35   | 3085.1   | 2990 | 1439 | 1203   | 96     | 1263 | 1318 | 87   | 63     |

## 外部連結
- 球員資訊和成績在MLB，ESPN，Retrosheet ，Baseball Reference ，Baseball Reference (Minors) ，Fangraphs，The Baseball Cube （英文）